# Liste der Monuments historiques in Bazas
Die Liste der Monuments historiques in Bazas führt die Monuments historiques in der französischen Gemeinde Bazas auf.

## Liste der Bauwerke
| Bezeichnung                     | Beschreibung | Standort                         | Kennzeichnung | Schutzstatus | Datum | Bild           |
| ------------------------------- | ------------ | -------------------------------- | ------------- | ------------ | ----- | -------------- |
| Kathedrale Saint-Jean-Baptiste  |              | Place de la Cathédrale (Lage)    | PA00083131    | Classé       | 1840  | weitere Bilder |
| Kirche Notre-Dame dou Mercadilh |              | (Lage)                           | PA00083132    | Classé       | 1923  | weitere Bilder |
| Reste der Stadtbefestigung      |              | (Lage)                           | PA00132528    | Inscrit      | 1994  | weitere Bilder |
| Hospiz                          |              | (Lage)                           | PA33000072    | Inscrit      | 2003  | weitere Bilder |
| Hôtel de Bourges                |              | 24 place de la Cathédrale (Lage) | PA33000156    | Inscrit      | 2012  | weitere Bilder |
| Hôtel de Ville                  |              | (Lage)                           | PA00083133    | Inscrit      | 1965  | weitere Bilder |
| Maison de l’Astronome           |              | (Lage)                           | PA00083865    | Inscrit      | 1990  | weitere Bilder |
| Haus                            |              | 12 rue Bragous (Lage)            | PA33000013    | Inscrit      | 1997  |                |

## Liste der Objekte

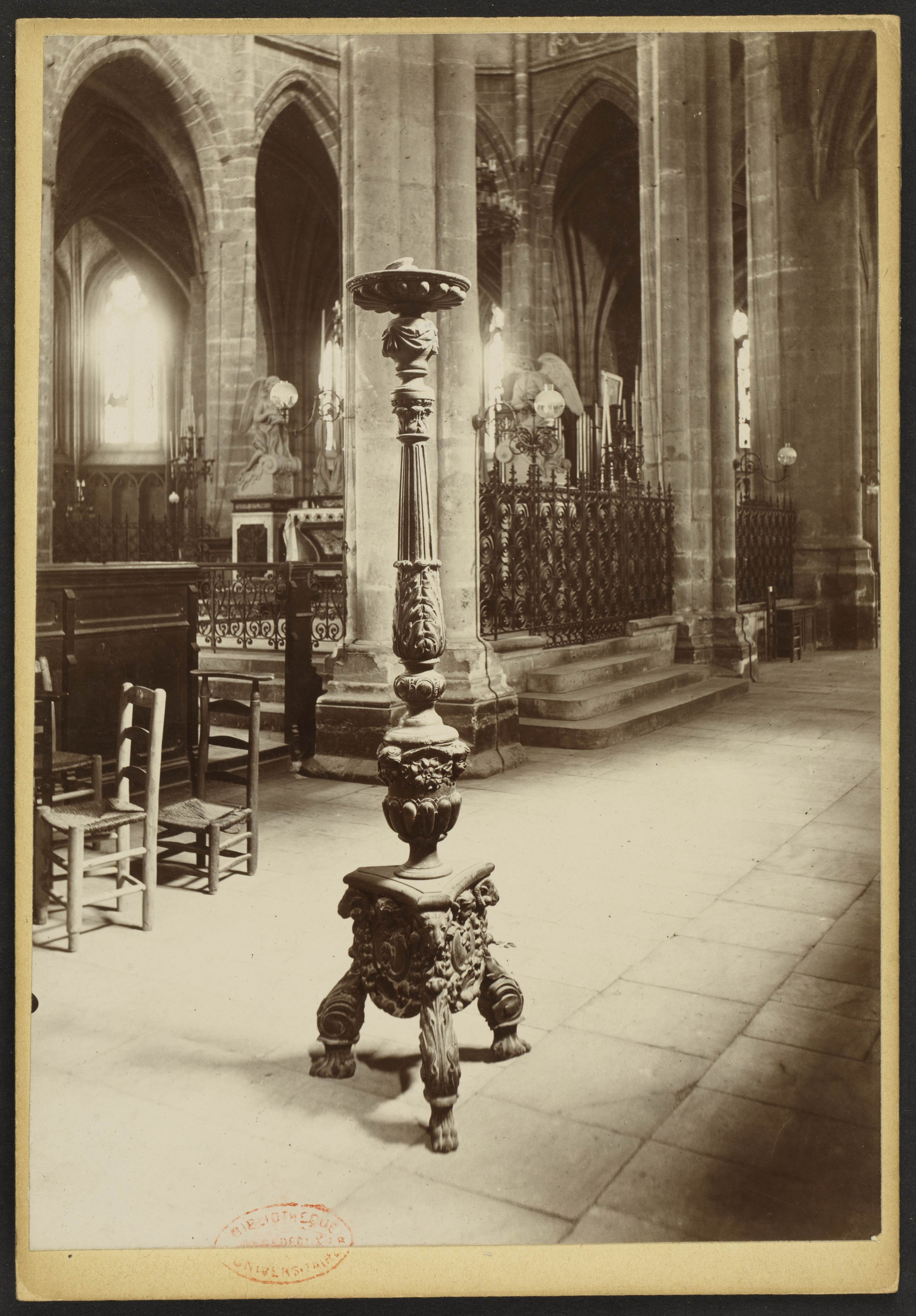
Osterleuchter in Bazas (Foto von Jean-Auguste Brutails, um 1900)

- Monuments historiques (Objekte) in Bazas in der Base Palissy des französischen Kultusministeriums

Siehe auch: Osterleuchter (Bazas)